# Lan Shizhang
Lan Shizhang, chiń. 蘭世章 (ur. 9 lutego 1974) – chiński sztangista, olimpijczyk.

## Biografia
Startował w wadze muszej (do 54 kg) oraz koguciej (do 56 kg). Trzykrotny medalista mistrzostw świata, w wadze muszej – złoty (1997) i brązowy (1995) oraz w wadze koguciej – srebrny (1998). Mistrz świata juniorów (1994) oraz dwukrotny złoty medalista igrzysk azjatyckich (1994, 1998). W 1996 uczestniczył w letnich igrzyskach olimpijskich w Atlancie, zajmując 4. miejsce. 
6 grudnia 1997 ustanowił w Chiang Mai rekord świata w podrzucie, wynikiem 160,5 kg.

## Najważniejsze starty

### Letnie igrzyska olimpijskie
- Barcelona 1996 – 4. miejsce (waga musza)

### Mistrzostwa świata
- Guangzhou 1995 –  brązowy medal (waga musza)
- Chiang Mai 1997 –  złoty medal (waga musza)
- Lahti 1998 –  srebrny medal (waga kogucia)

### Igrzyska azjatyckie
- Hiroszima 1994 –  złoty medal (waga musza)
- Bangkok 1998 –  złoty medal (waga kogucia)

### Mistrzostwa świata juniorów
- Dżakarta 1994 –  złoty medal (waga musza)[1]